# Ai confini della civiltà
Ai confini della civiltà (North of 36) è un film muto del 1924 diretto da Irvin Willat.

## Produzione
Il film fu prodotto dalla Paramount Pictures.

## Distribuzione
Distribuito dalla Paramount Pictures, il film fu presentato in prima a New York il 7 dicembre 1924. Uscì in Italia nel 1924. Uscì anche in Finlandia il 21 marzo 1926. In Spagna, gli venne dato il titolo di Voluntad triunfante.
Copia della pellicola viene conservata negli archivi della Library of Congress.